# Iglesia de Santa Parasqueva
La iglesia de santa Parasqueva (griego: Εκκλησία Αγίας Παρασκευής) es una iglesia ortodoxa del siglo IX situada en la localidad de Geroskipou, cerca de la ciudad de Pafos, perteneciente a la eparquía de Pafos, dedicada a santa Parasqueva. La iglesia de tres naves y cinco cúpulas representa la arquitectura bizantina.
Existe una teoría según la cual la actual iglesia está situada en el lugar de un antiguo templo dedicado a Afrodita, venerada de una manera especial en las tierras chipriotas (la ciudad de Geroskipou está relacionada con los legendarios jardines de esta diosa); sin embargo, la teoría no ha sido confirmada. Es posible que la iglesia antiguamente llevaba el nombre de la Santa Cruz.

## Arquitectura

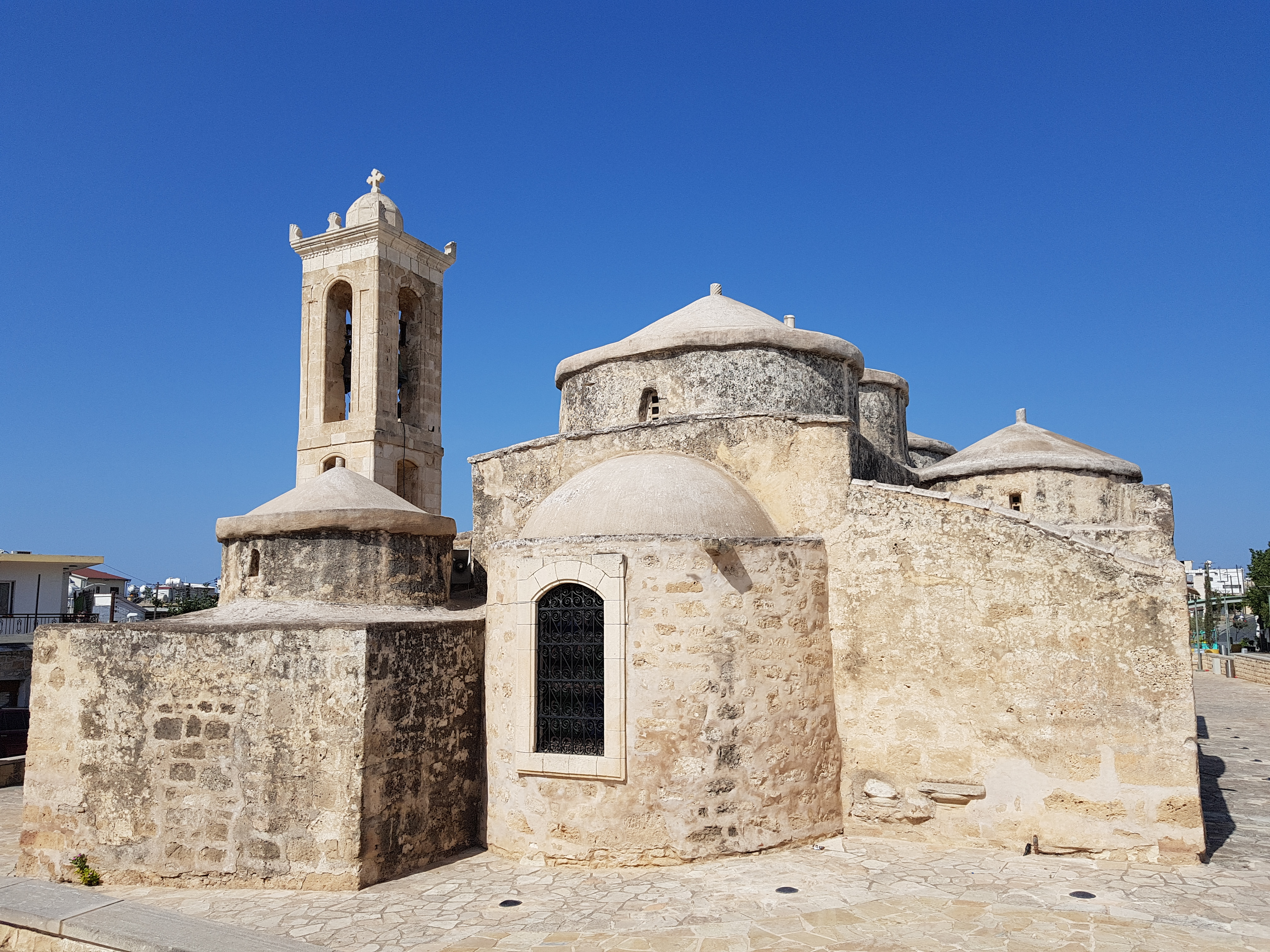
Vista desde el este.

La iglesia está orientada, en forma de una basílica, con tres naves con bóvedas de cañón. Posee cinco cúpulas desplegadas en un plano cruciforme; tres de ellas están situadas sobre la nave principal, las otras dos: sobre las naves laterales, al norte y al sur de la cúpula más grande en el centro.
En la esquina sureste se encuentra una pequeña capilla con cuatro ábsides, también cubierta con una cúpula, los ábsides no son visibles debido a que los rodea un muro. Es posible que sea un antiguo martyrium de los primeros siglos del cristianismo o un baptisterio.
En siglo XIX probablemente se eliminó la pared occidental para extender el templo.

## Interior

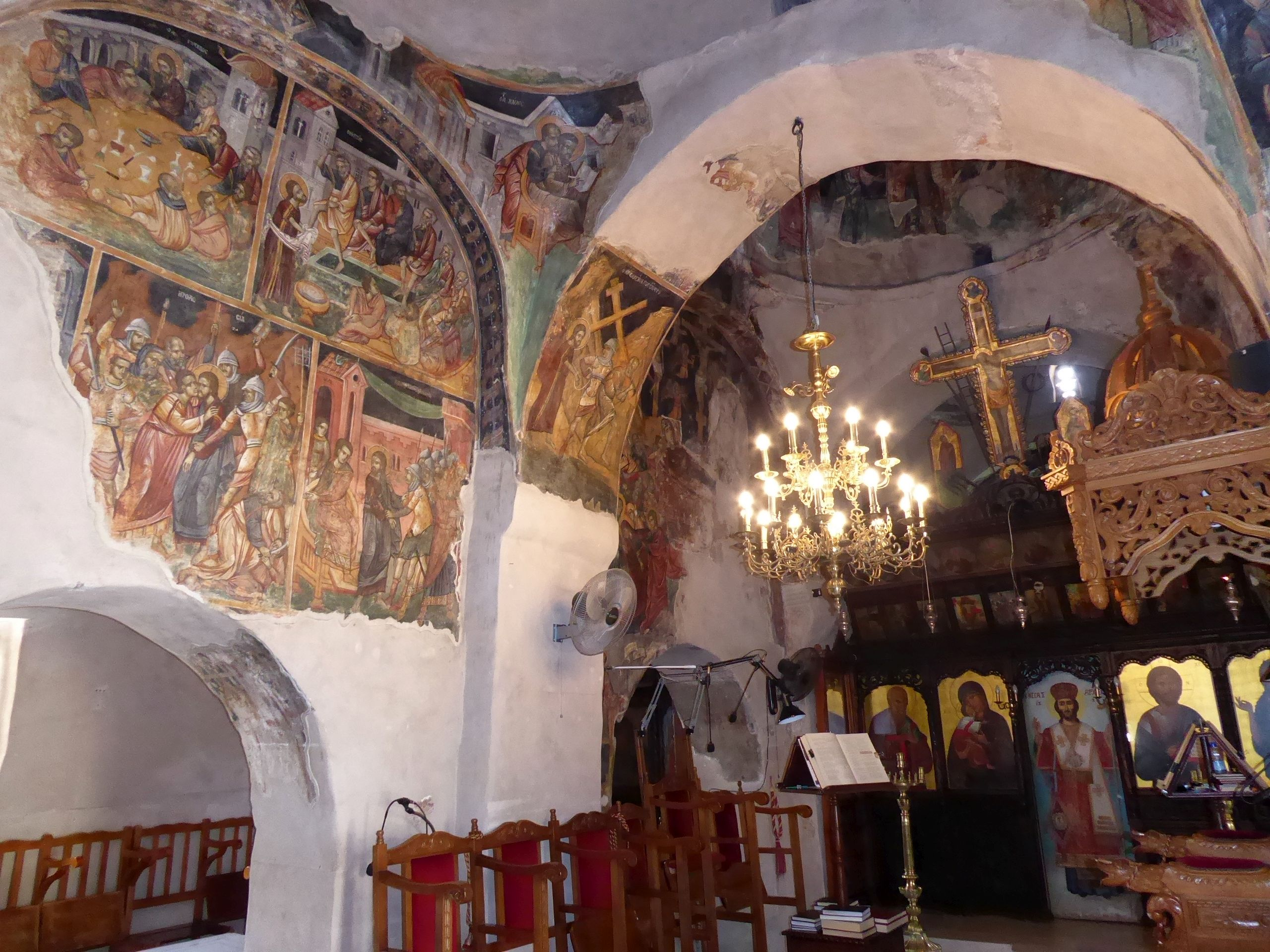
Interior de la iglesia.

Las paredes de la iglesia están decoradas con frescos pintados en los siglos VIII-XV. La pintura más antigua, descubierta en los años 70 del siglo XIX durante una renovación de la iglesia, es una imagen monocromática de la cruz; la imagen se encuentra en la pared norteña y está pintada directamente sobre la piedra. Otro fresco, en la cúpula oriental de la nave central, parcialmente conservado, representa una cruz grande adornada con motivos geométricos y florales. La falta de representaciones humanas permite suponer que la pintura fue creada en la época de la iconoclasia, lo que ayuda a estimar la fecha del final de la construcción de la iglesia al año 843.

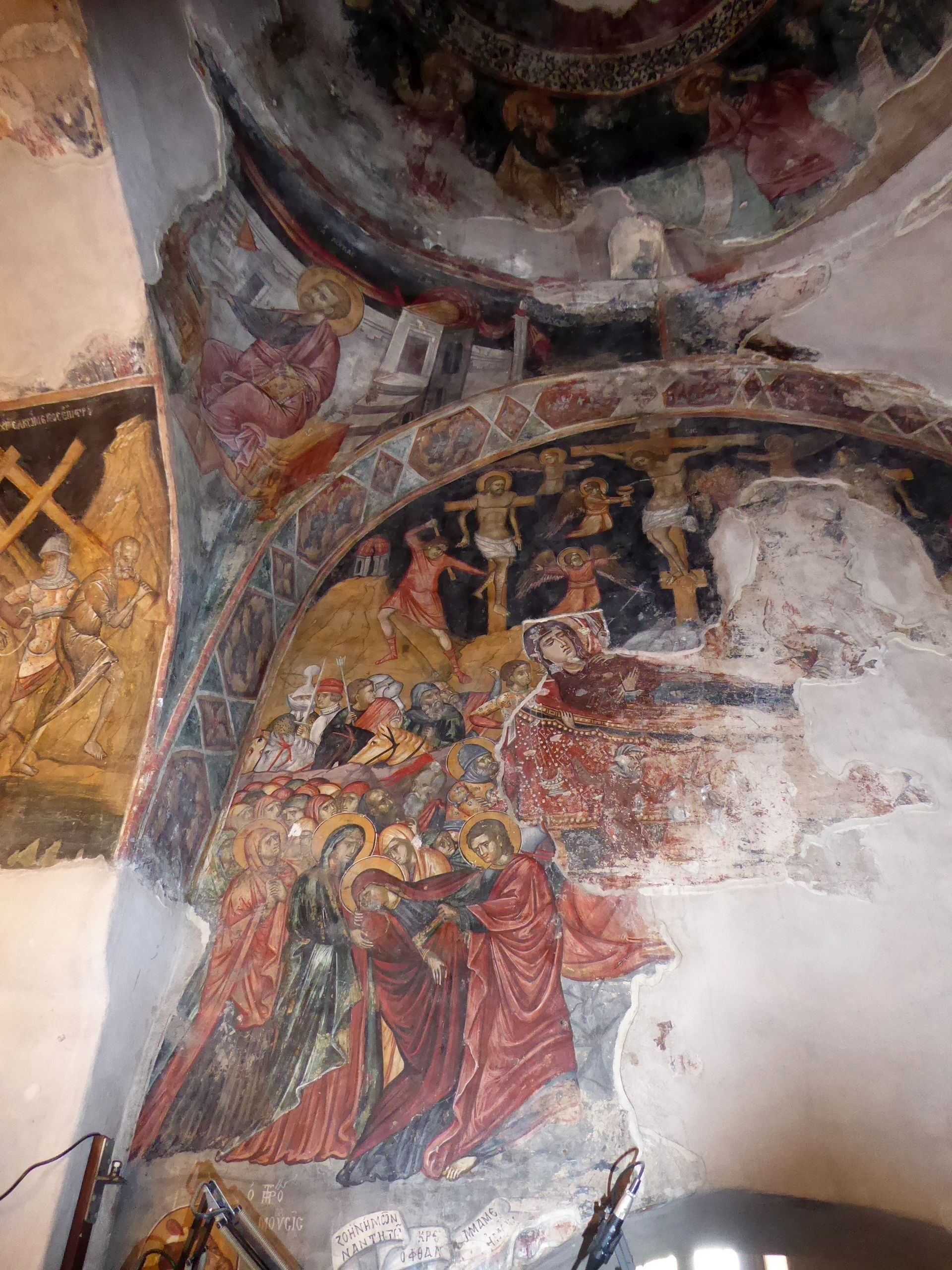
Una representación del de la Dormición de la Virgen María, descubierta de debajo de un fresco del con una escena de la Cricifixión.

Durante la restauración de la iglesia se ha descubierto fragmentos de pinturas del siglo X. Otra imagen descubierta durante las obras fue una escena de la Dormicion de la Virgen, en la pared sobre el arco entre la nave principal y la del norte, descubierta de debajo de una Crucifixión del siglo XV.
La decoración del templo fue acabada en el siglo XV.
También del siglo XV proviene un icono de doble cara portable con una representación de la Virgen con el Niño, tipo odighitria, y con una escena de la Crucifixión.